# Helfried Valentinitsch
Helfried Valentinitsch (* 5. Juli 1943 in Graz; † 4. Dezember 2001) war ein österreichischer Wirtschaftshistoriker.

## Leben
Er studierte Geschichte, Geographie, Kunstgeschichte und Archäologie an der Universität Graz. Er promovierte 1968 zum Dr. phil bei Hermann Wiesflecker. 1968 legte er die Prüfungen für das Lehramt an Höheren Schulen in den Fächern Geschichte und Geographie (Mag. rer. nat.) ab. Im Jahr 1980 habilitierte er sich an der Geisteswissenschaftlichen Fakultät der Universität Graz bei Othmar Pickl für das Fach Allgemeine Wirtschafts- und Sozialgeschichte des Mittelalters und der Neuzeit. Für seine Habilitationsschrift wurde ihm 1980 der Kardinal-Innitzer-Förderungspreis für Geisteswissenschaften verliehen. 1983 wurde er außerordentlicher Universitätsprofessor für seine Venia an der Rechtswissenschaftlichen Fakultät der Universität Graz.

## Schriften (Auswahl)
- Die Meuterei der kaiserlichen Söldner in Kärnten und Steiermark 1656. Wien 1975, ISBN 3-215-02106-4.
- Das landesfürstliche Quecksilberwerk Idria. Produktion, Technik, rechtliche und soziale Verhältnisse, Betriebsbedarf, Quecksilberhandel. Graz 1981, OCLC 935663385.
- Hexen und Zauberer in der Steiermark. Graz 2004, ISBN 3-7011-7475-X.